# The Last: Naruto the Movie
The Last: Naruto the Movie är den tionde Naruto-filmen och den sjunde filmen i Shippuden-serien, skapad bland annat för att fira 15-årsjubileet av franchisens grundande. Filmen är den första i Narutos historia att vara en del av den officiella berättelsen.
Filmen hade biopremiär i Japan den 6 december 2014 och har även visats i andra länder såsom Nya Zeeland, Australien, Filippinerna och USA. Filmen hade ett rekordstort inkomstbringande på ungefär 1,75 miljarder yen och drog in mer pengar än Christopher Nolans Interstellar.